# Familles Hulot
Hulot [ylo] est un patronyme porté par plusieurs familles notables originaires des Ardennes, dont certaines ont été titrées au XVe siècle, d'autres au XIXe siècle, dont la plupart sont rattachées à Guillaume Hulot.

## Famille Hulot (Ardennes, Villers-le-Tourneur)
Guillaume Hulot et son frère Jehan Hulot (1480-1562), ecclésiastique anobli, sans descendance, sont les plus anciens porteurs du nom connus dans les Ardennes.
Jehan Hulot est né en 1480. À la suite de son entrée dans les ordres, il fut nommé comte palatin du palais du Latran à une date inconnue, mais vraisemblablement avant 1525. Son anoblissement est donné dans la lettre du 3 mai 1525 délivrée à Rome par Césare Riario, comte de Riario et patriarche d'Alexandrie : « Nous vous concédons le pouvoir d'investir de l'office du notariat par la plume et le style, selon la coutume, ceux que vous aurez trouvés capables et instruits dans la littérature, à l'instar des autres comtes palatins dudit palais..... et de plus, nous vous anoblissons à perpétuité, vous et toute votre maison. ». En 1550, il fut placé précepteur des enfants de Dauger, seigneur de Villers-le-Tourneur (Ardennes), puis Jean III de Lorraine le nomma chanoine puis curé de Braux. Il mourut en 1562,.
- Guillaume Hulot
  - J. Hulot Ancêtre commun des branches de Mazerny, de Collart et d'Osery.
  - Jean Hulot (1562-1617)
    - lien précis inconnu
      - Jean Hulot Laboureur x Jeanne Gauchet
        - Pierre Hulot Recteur d'école et clerc laïc à Avenay-Val-d'Or (~1728-??) x(1) 1753 Marie Boucton et x(2) 1755 Jeanne Elizabeth Lambin (1720-??)
          - (2)Henri Louis Hulot (1757-1829), doyen d'Attigny et vicaire général de Reims, docteur en théologie.
          - (2)Jean-Baptiste Hulot (1758->1814), chevalier de la légion d'honneur, lieutenant d'artillerie.

## Famille Hulot de Mazerny (Ardennes, Hagnicourt et Mazerny), subsistante
Hagnicourt et Mazerny, sources,
- J. Hulot (1558-??) x 1585 Jeanne Husson
  - Poncelet Hulot de Gerammond/Giraumont (1591-1671)
    - Simon Hulot (1632-1680) x 1659 Catherine Drumel (1634-1697)
      - Guillaume Hulot (1647-1730) x Marie Gelu (1648-1726), ascendante de Robert Roynette
        - Pierre Hulot (??-1751) x 1705 Reine Gillet (1685-1732)
          - Guillaume Hulot (1707-1748) x 1739 Marie Catherine Lanthenois (1709-1773)
            - Pierre Hulot (1744-1805), échevin de Mazerny et maréchal x 1773 : Anne Braidy (1750-1774)
              - Étienne Hulot de Mazerny (1774-1850), baron de Mazerny, lieutenant général x 1817 Gabrielle Guyot (1791-1877)
                - Etienne Gabriel Oscar Hulot (1826-1900), chevalier de la légion d'honneur, capitaine du 1er régiment de tirailleurs algériens, officier d'ordonnance de l'empereur, baron de Mazerny x 1860 Laure Levallois (1839-1908)
                - Pierre Gustave Hulot (1818-1885), officier de la légion d'honneur, chef d'escadron d'état major, baron de Mazerny x 1858 Bénigne Levallois (1834-1913)
                - Henry Joseph Hulot (1820-1888), chevalier de la légion d'honneur, inspecteur général des finances x(1) 1856 Marthe Alexandrine Nina Levallois (1831-1860) et x(2) 1865 Marie Élisabeth Dieudonné de Ravinel (1838-1915), fille de Louis Félix Dieudonné de Ravinel
                  - (1)Étienne Gabriel Joseph Hulot (1857-1918), chevalier de la légion d'honneur, géographe x 1890 Henriette Sohier (1867->1918)

## Famille Hulot de Collart (Ardennes, Saint-Marcel et Charleville), subsistante
Saint-Marcel, sources,,,,,
- J. Hulot (1558-?) x 1585 Jeanne Husson
  - Pierre Hulot de Gerammond/Giraumont (1586-1646)
    - Gilles Hulot (1641-1712) x 1664 Jeanne Lefebure (1636-1716)
      - Jean Hulot (1670-1737) x(1) 1704 : Marie Dodet et x(2) Jeanne Marteau (1665-1704)
        - (1) Louis Hulot (1707-1787) x 1739 Alexisse Pêtre  (1709-1768)
          - Jean Louis Hulot (1741-1784), sieur du Maipas x 1766 Marie Magdeleine Morigny de Sainte-Yves (1740-1815)
            - Jacques Louis Hulot (1773-1843), Maréchal de camp, commandeur de la légion d'honneur et chevalier de Saint Louis x 1827 Louise Courtois (??-1886)
            - Ponce Louis Hulot (1772-1845), juge x 1815 Marie-Louise Morigny (1774-1851)
            - Jean Gaspard Hulot de Collart (1780-1854), Lieutenant colonel, Officier de la légion d'honneur, chevalier de Saint Louis et de Saint Ferdinand d'Espagne x 1827 Charlotte de Collart de Sainte Marthe, arrière-petite fille de François de Collart

        - (1) Antoine Simon Hulot (1712-??), savant bernardin
        - (2) Jean Baptiste Hulot (1702-??) x Marie Thérèse Boudart
          - Jean Baptiste Hulot (1739-1825), Vicaire de Poix et député

## Famille Hulot d'Osery (Lorraine, Metz), éteinte
Metz, sources,,
- J. Hulot (1558-?) x 1585 Jeanne Husson
  - Thomas Hulot (159?-1673)
    - Jesson Hulot (1621-1696) x Rémiette Boulanger (??-1685)
      - Claude Hulot (1666-1751), bourgeois de Metz x vers 1712 Marguerite Louise Capron (??-1774)
        - Gurit (parfois Gury) Hulot (vers 1721-1796), trésorier principal de la marine et des colonies à l'Ile Maurice x 1774 Jeanne Lory des Landes (1758-1807), détentrice du château Grimod à Orsay
          - Victor André Gurit Hulot (1775-1809), capitaine de vaisseau et Chevalier de la Légion d'Honneur
          - Étienne-Hélène-Constant Hulot d'Osery (1783-1852), comte d'Osery x 1818 : Eugénie de Moracin (1795-1877)
            - Jean-Baptiste-Étienne-Constant Hulot d'Osery (1821-1878) x 1868 Caroline Basta (1830-1898)
            - Victor Eugène Hulot d'Osery (1819-1846), géologue et ingénieur des mines, mort assassiné pendant sa participation à l'expédition en Amérique du Sud de Castelnau

          - Eugénie Hulot d'Osery (1781-1821) x 1800 Jean Victor Marie Moreau (1763-1813), Maréchal de France
          - André-Furcy Hulot (1789-1890), Officier de la légion d'honneur et chevalier de Saint Louis, lieutenant Colonel du 2ème régiment de Hussard x 1830 Béatrice de Lisle de Waldeck